# Waterland
Waterland là một đô thị ở tỉnh Noord-Holland của Hà Lan. Đô thị này nằm ở phía bắc Amsterdam, ở giáp giới với IJsselmeer.

## Các trung tâm dân cư
Đô thị Waterland gồm các thị xã, thị trấn và làng: Broek in Waterland, Ilpendam, Katwoude, Marken, Monnickendam, Overleek, Uitdam, Watergang, Zuiderwoude.